# Пересипкін Володимир Федорович
Володимир Федорович Пересипкін (22 серпня 1914, Лихачове — 17 квітня 2004) — український науковець-фітопатолог, доктор біологічних наук (з 1956 року), професор (з 1956 року), член-кореспондент Всесоюзної академії сільськогосподарських наук імені Леніна (з 1966 року), академік Української академії аграрних наук.

## Біографія

Могила Володимира Пересипкіна

Народився 22 серпня 1914 року в селі Лихачовому (тепер місто Первомайський Харківської області) в родині службовця. У 1929 році закінчив Панютинську семирічну школу, а в березні 1932 року — Олексіївський сільськогосподарський технікум. Працював агрономом Чапаївського бурякорадгоспу, а потім Дубровського конезаводу Харківської області.
Протягом 1932–1936 років навчався у Харківському сільськогосподарському інституті та працював лаборантом кафедри фітопатології, а згодом — асистентом цієї кафедри. У 1937–1940 роках навчався в аспірантурі й захистив дисертацію на тему: «Десорбційний метод дезінфекції в боротьбі з хворобами льону» і був призначений завідувачем кафедри захисту рослин Іркутського сільськогосподарського інституту.
Воював на фронтах німецько-радянської війни. У 1945–1946 роках викладав курс фітопатології в Азово-Чорноморському сільськогосподарському інституті. У червні 1946 року обійняв посаду заступника директора Уманського сільськогосподарського інституту з навчальної та наукової роботи, його обрали на посаду завідувача кафедри захисту рослин. З грудня 1948 до березня 1952 року був директором інституту. У цей період інститут був повністю відбудований, було налагоджено підготовку фахівців-аграріїв.
З березня 1952 року по 1954 рік — директор, одночасно виконувач обов'язків завідувача кафедрою фітопатології Київського сільськогосподарського інституту. З 1954 року — виконувач обов'язків ректора Української сільськогосподарської академії. У 1954–1955 роках — у докторантурі кафедри фітопатології Харківського сільськогосподарського інституту.
З 1955 року — виконувач обов'язків завідувача кафедрою фітопатології, у 1956–1961 роках — проректор з навчальної роботи, у 1961–1968 роках — завідувач кафедрою фітопатології, у жовтні 1962–1968 роках — ректор Української сільськогосподарської академії і одночасно в квітні 1961 — жовтні 1962 року — заступник міністра сільського господарства УРСР.
У 1968–1969 роках — Головний вчений секретар Всесоюзної академії сільськогосподарських наук імені Леніна. У 1969–1987 роках — завідувач, 1987–1992 роках — професор кафедри фітопатології Української сільськогосподарської академії, одночасно у 1969–1972 роках віце-президент Південного відділення Всесоюзної академії сільськогосподарських наук імені Леніна. З 1972 року очолював кафедру захисту рослин Української сільгоспакадемії. У 1992–1999 роках — професор кафедри фітопатології Національного аграрного університету.
Помер на 90-му році життя 17 квітня 2004 року. Похований разом з родиною в Києві на Байковому кладовищі (ділянка № 49б, 50°25′3.05″ пн. ш. 30°30′2.25″ сх. д. / 50.4175139° пн. ш. 30.5006250° сх. д.).

## Наукова діяльність
Зробив значний внесок у вчення про імунітет, агротехнічні та хімічні методи захисту рослин. Наукові дослідження відображені в понад 350 працях, серед яких:
- «Сільськогосподарська фітопатологія»;
- «Хвороби зернових культур»;
- «Атлас хвороб польових культур» та інші.

Під його керівництвом підготовлено 4 докторські і 76 кандидатських дисертацій.

## Відзнаки
- Заслужений діяч науки УРСР (1964);
- Лауреат Державної премії УРСР в галузі науки і техніки (за цикл робіт «Розробка методів експериментального одержання і практичного використання індукованих мутацій у рослин»[1]) (1982);
- Премії Ради Міністрів СРСР (1989 );
- два ордени Трудового Червоного Прапора (1966, 1982);
- два ордени «Знак Пошани» (1972, 1984);
- два ордени Вітчизняної війни II ступеня (1945, 1985);
- орденом «За заслуги» III ступеня (1998);
- 19 медалями Радянського Союзу і Російської Федерації.

## Вшанування пам'яті
21 травня 2010 року на фасаді корпусу № 1 Уманського національного університету садівництва Володимиру Федоровичу Пересипкіну урочисто відкрито меморіальну дошку.